# ISO Recorder
ISO Recorder es una herramienta gratuita para Windows XP o posteriores, que permite grabar imágenes de CD y DVD, copiar discos (copias exactas), hacer imágenes de CD y DVD de datos y crear imágenes ISO del contenido de una carpeta del disco. ISO Recorder es muy ligero y fácil de usar.